# Love Comes to Everyone
Love Comes to Everyone è un brano musicale di George Harrison, pubblicato nel suo omonimo album del 1979. La musica del pezzo venne composta nel 1977, ma fu ultimato solo nel febbraio 1978, quando, in una vacanza alle Hawaii, furono scritte le liriche. La canzone fu pubblicata su singolo (B-side: Soft-Hearthed Hana); il master del disco, pubblicato dalla Dark Horse Records con il numero di serie K 17284 il 20 aprile 1979, venne effettuato a Stockport, negli Strawberry Studios, come indicato su una facciata. Il 45 giri non entrò in classifica né nel Regno Unito, né su Billboard negli USA. La traccia fu inclusa nella raccolta Best of Dark Horse 1976-1989 del 1989

## Formazione
Probabile line-up
- George Harrison: voce, cori, chitarre
- Eric Clapton: chitarra
- Willie Weeks: basso elettrico
- Stevie Winwood: cori, tastiere
- Neil Larsen: tastiere
- Andy Newmark: batteria
- Ray Cooper: percussioni[4]